# سیارک ۱۷۱۸۴
سیارک ۱۷۱۸۴ (به انگلیسی: 17184 Carlrogers، نامگذاری:1999VL22) هفده هزار و صد و هشتاد و چهارمین سیارک کشف شده‌است که در ۱۳ نوامبر ۱۹۹۹ کشف شد.
قدر مطلق سیارک برابر ۴۴.۶ است.